# 吾味駅
吾味駅（ごみえき）は、かつて宮崎県西臼杵郡日之影町大字分城にあった高千穂鉄道の高千穂線の駅である。2008年（平成20年）に廃駅となった。

## 歴史
- 1957年（昭和32年）2月1日：国鉄日ノ影線の駅として開業[1]。
- 1987年（昭和62年）4月1日：国鉄分割民営化により九州旅客鉄道の駅となる[1]。
- 1989年（平成元年）4月28日：第三セクター転換により高千穂鉄道の駅となる[2]。
- 2005年（平成17年）9月6日：台風14号による被害のため高千穂鉄道全線で運転休止。
- 2008年（平成20年）12月28日：槇峰 - 高千穂間の廃線に伴い廃駅。

## 駅構造
単式ホーム1面1線の地上駅である。無人駅であるが、赤い三角屋根の駅舎を有している。

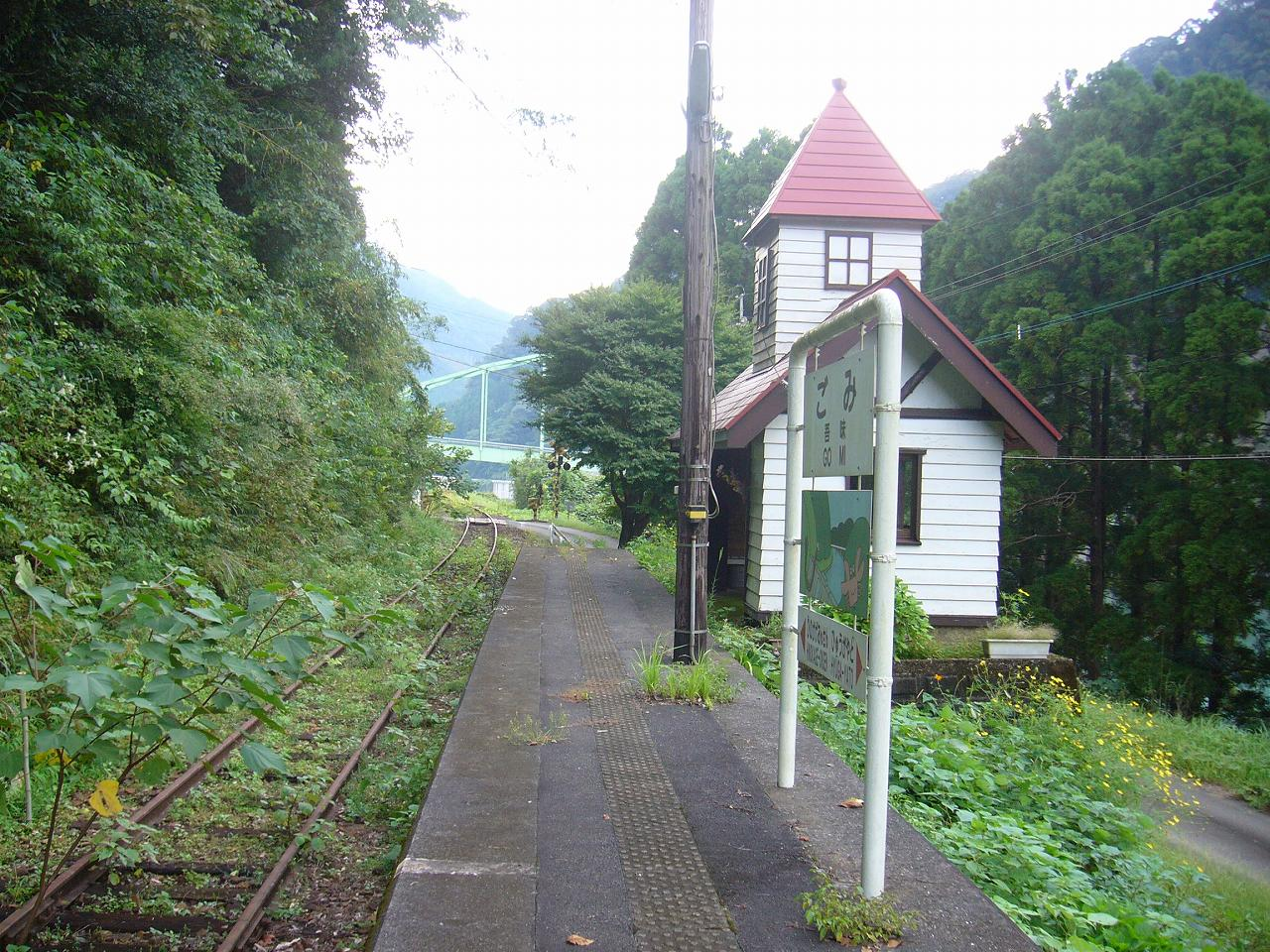
ホーム（2008年9月、廃線前）
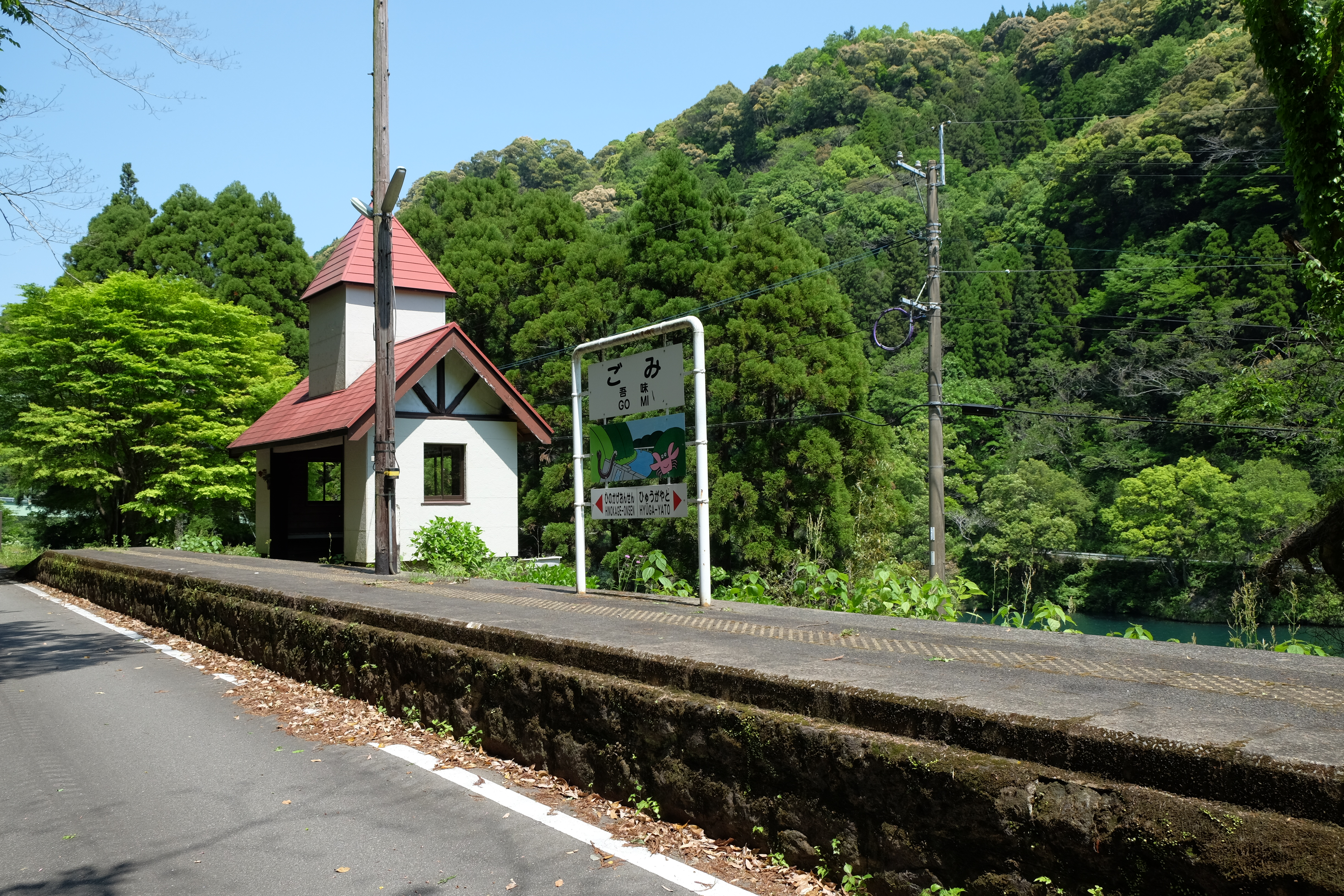
ホーム（2014年5月、廃線後）

## 利用状況
1日平均乗車人員は9人であった（2003年度）

## 駅周辺
- 第三五ヶ瀬川橋梁  - 駅の延岡方に隣接。国の重要文化財・土木学会の選奨土木遺産
- TR鉄道跡地散策コース[3]  - 日之影町の森林セラピー基地のコースの1つ。
  - 当駅 - 第三五ヶ瀬川橋梁 - 日向八戸駅 - 八戸観音滝の線路跡を遊歩道（片道2 km）として開放している。
- 国道218号  - 駅の対岸を通るが、宮崎県道237号線から更に北へ離れた所を通る。
- 宮崎県道237号北方高千穂線  - 駅の対岸を通る。県道上に宮崎交通「吾味」停留所がある（吾味駅の最寄りとなる停留所）。
- 旭化成星山発電所 星山ダム  - 旭化成ケミカルズが所有するダム[4]。駅の延岡方にある。このダムによって、駅周辺はダム湖となっている。

## 隣の駅
高千穂鉄道
■高千穂線
日向八戸駅 - 吾味駅 - 日之影温泉駅